# Залізняк Іван Іванович
Іван Іванович Залізняк (2 лютого, 1980 Україна). Гравець команди УІПА (Харків) та нападник (англ. Prop) національної збірної України з регбі.